# أسكان عشايري دلي بجك (سبيدار)
أسکان عشایري دلي بجك (بالإنجليزية: Askan Ashayir Deli Bajak)‏ هي قرية تقع في إيران في كهكيلويه وبوير أحمد. يقدر عدد سكانها بـ 128 نسمة .